# Heywood Floyd
Dr. Heywood R. Floyd é uma personagem fictícia da série Odisseia no Espaço produzida por Arthur C. Clarke. Inicialmente, ele aparece em 2001: Uma Odisseia no Espaço como um dos astronautas incumbido de transportar o artefato alienígena encontrado enterrado na Lua. Depois dos eventos ocorridos em 2001: Uma Odisseia no Espaço, Floyd se torna o protagonista de 2010: Uma Odisseia no Espaço 2 e 2061: Uma Odisseia no Espaço 3. Em sua versão cinematográfica, ele é interpretado por William Sylvester no primeiro filme, e por Roy Scheider no segundo filme.
Heywood Floyd nasceu em 1956 nos Estados Unidos. Em 1999, ele foi o presidente do Conselho Nacional de Astronáutica, encarregado de supervisionar todas as operações de voos espaciais norte-americanos. Ele tem duas filhas (apenas uma nos filmes, nascida em 1994) e ficou viúvo quando sua esposa Marion morreu em um acidente de avião (o que não é mencionado nas adaptações para o cinema, sendo que nestas Marion ainda está viva, embora não apareça durante os eventos descritos em 2001: Uma Odisseia no Espaço).